# هانيس ليمباشر
هانيس ليمباشر (مواليد 21 فبراير 1954) هو مبارز بالسيف نمساوي، مثّل بلاده في الألعاب الأولمبية الصيفية 1984.

## روابط رياضية
هانيس ليمباشر على موقع أوليمبيديا (الإنجليزية)